# 耶尔河畔屈韦维尔
耶尔河畔屈韦维尔（法語：Cuverville-sur-Yères，法語發音：[kyvɛʁvil syʁ jɛʁ]）是法国滨海塞纳省的一个市镇，属于迪耶普区。

## 地理
耶尔河畔屈韦维尔（49°57'35"N, 1°23'57"E）面积11.06 平方千米，位于法国诺曼底大区滨海塞纳省，该省份为法国北部沿海省份，其西部及北部濒大西洋英吉利海峡，东起顺时针与索姆省、瓦兹省、厄尔省和卡爾瓦多斯省接壤。
与耶尔河畔屈韦维尔接壤的市镇（或旧市镇、城区）包括：阿韦讷昂瓦勒、巴伊昂里维耶尔、巴罗梅尼勒、圣马丹勒加亚尔。

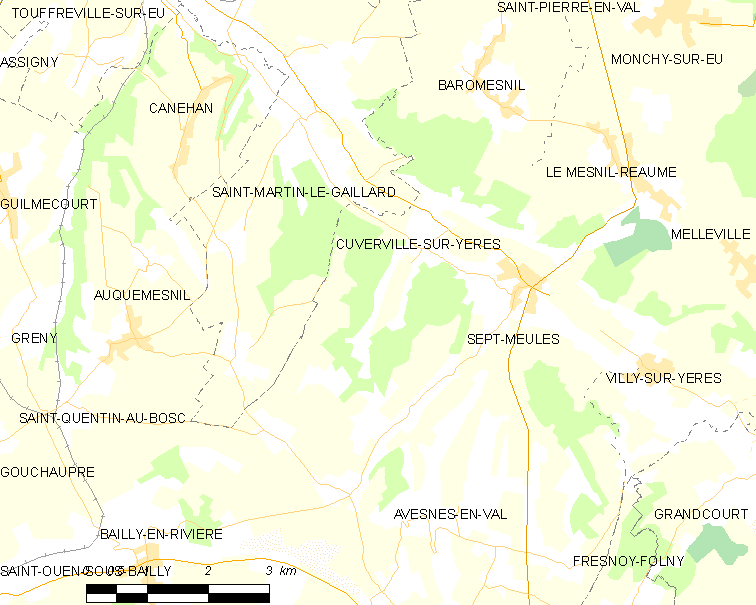
耶尔河畔屈韦维尔的OSM定位图

耶尔河畔屈韦维尔的时区为UTC+01:00、UTC+02:00（夏令时）。

## 行政
耶尔河畔屈韦维尔的邮政编码为76260，INSEE市镇编码为76207。

## 政治
耶尔河畔屈韦维尔所属的省级选区为厄镇县。

## 人口

1962-2008年间耶尔河畔屈韦维尔人口变化图示

耶尔河畔屈韦维尔于2022年1月1日时的人口数量为193人。